# 郡山総合運動場開成山野球場
郡山総合運動場開成山野球場（こおりやまそうごううんどうじょう かいせいざんやきゅうじょう）は、福島県郡山市の開成山公園にある野球場。郡山市が運営管理を行っている。
ヨークベニマルが愛称命名権を獲得し、2017年2月からヨーク開成山スタジアム（ヨークかいせいざんスタジアム）の愛称が使用されている。

## 歴史
郡山市中心部、市役所に隣接する開成山公園内に1952年（昭和27年）開場。陸上競技場、プール、弓道場と共に「開成山総合運動場」を構成している。開場以来、高校野球など県内アマチュア野球公式戦の試合会場として使われている。
フィールドは両翼100 mと当時としては広く、日本の野球場が国際規格を踏襲した設計となる以前においては、熊本県熊本市の藤崎台県営野球場（両翼99.1 m、中堅121.9 m）と並んで日本最長の規模を誇っていた。1969年（昭和44年）に内野スタンドが増築され、こけら落としとして同年7月13日にプロ野球イースタン・リーグ公式戦の読売ジャイアンツ対ロッテオリオンズ戦が開催された。
翌1970年（昭和45年）11月14日には初の一軍戦となる秋季オープン戦、読売ジャイアンツ対大洋ホエールズ戦が開催された。さらに1971年（昭和46年）には初のセントラル・リーグ公式戦、大洋ホエールズ対ヤクルトスワローズ戦が開催された他、日米野球も同年秋の読売ジャイアンツ対ボルチモア・オリオールズ戦、1974年（昭和49年）秋の読売ジャイアンツ対ニューヨーク・メッツ戦の計2試合が開催された。
1987年（昭和62年）には照明設備が追加設置され、プロ野球のナイター開催が可能となった。
前述の通り、かつては巨人が隔年で行っていた東北シリーズ（当球場、仙台宮城、盛岡）などのように、一軍の公式戦も年1回もしくは隔年で開催されていた時代もあったが、特に内野スタンド下層部は開場当初の設備をそのまま使用するなど、築半世紀を超えて施設の老朽化・陳腐化が進んだ上、加えて福島県内に福島県営あづま球場、いわきグリーンスタジアムなど新たな施設が順次整備されたこともあって、一軍公式戦は1990年（平成2年）7月8日のパシフィック・リーグ公式戦のロッテ対西武ライオンズ戦を最後に開催されていなかった。
この間、他競技での使用例もある。1995年（平成7年）に開催された国民体育大会「ふくしま国体」の冬季大会においては、郡山市はスケート・アイスホッケーの開催地となり、このうち当球場ではアイスホッケーが行われた。
先述の老朽化に関する問題から、郡山商工会議所など地元経済界や競技関係者などの間からは市に対して開成山球場の改修を求める声が高まり、市近隣の矢吹町出身の野球評論家・中畑清（元巨人）らが、施設改修を求める募金活動に加わるなどの動きがあった。また2005年（平成17年）からは同年発足した東北楽天ゴールデンイーグルスがイースタン・リーグ公式戦を開催するようになり、1万人前後の観客動員をマークするなど一軍公式戦開催の復活機運が高まり始めた。前述の郡山商議所が中心となって楽天の後援組織を結成して球団にイースタン公式戦の誘致を積極的に働きかけるなどし、更に商議所が諸経費を負担する形で入場料を無料にするなどした結果、翌2006年（平成18年）には二軍戦ながら1試合約1万1千人を動員、楽天二軍公式戦の観客数最多記録を更新した。
これを受けて市は2006年、開成山球場の全面改修を実施する方針を固め、2007年（平成19年）1月からは野球関係者や公募で選出された市民から成る検討委員会が、具体的な改修目標について約3か月間議論を行った。そして2008年（平成20年）10月17日に行われた「郡山総合運動場開成山野球場大規模改修事業」（公募型プロポーザル・デザインビルド方式）の公開ヒアリングには大手ゼネコン2社が参加し、改修計画案のプレゼンテーションや質疑応答を行い、その結果翌11月、市は設計・施工者を鹿島建設とすることを決めた。鹿島の案はメインスタンドを全面的に改築し（収容人数は19,680人から18,200人に減少）、2層式として屋根を設ける他、スタンドの耐震化やスコアボードの全面電光化、フィールドの拡張（中堅を117 mから122 mに拡張）などを行うもので、市は選定理由を「防災施設を兼ね備えた新しい野球場の在り方に大きな可能性があり、またスタンドの屋根は開成山の新たなランドマークになることが期待できる」とした。
2009年（平成21年）2月15日には改修事業着工を記念し、市民有志によるイベント「ありがとう、そして未来へ 開成山野球場」が開催された。当日はスタンドとフィールドが開放され、パネル展など各種催物が行われた。翌3月にメインスタンドの躯体を撤去した後に建設が進められ、改修事業は2010年（平成22年）3月17日に竣工。3月27日付で市に引き渡され、4月18日には竣工を記念し「オープニングセレモニー」が開催された。なお当初、市は竣工を機に同年度から総合運動場内のスポーツ施設に指定管理者制度を導入する方針を明らかにしていたが、2010年度当初の導入は見送られた。
市は開成山公園周辺を、災害時の避難場所などとして機能させる「広域防災拠点」に指定しており、この当球場の改修では球場施設の改善・増強に加え、防災拠点施設としての役割強化も図られた。約23億円を要した改修費用のうち8億円は国土交通省の「まちづくり交付金」によって賄っている。この他、前掲の募金活動等で集められた市民の募金と経済界の寄付によって積み立てられた「基金」で約6億円が、市債で約6億円が賄われた。
二層式に改築されたメインスタンドには球場のシンボルとなる大屋根が、二層スタンドの下層部を覆うように架設されている。大空に向かって広がる翼をイメージしたもので「次代を担う青少年に、大きな夢を抱いて羽ばたいてほしい」という思いが込められている。メインスタンド1階正面の「市民ロビー」には前出の中畑の現役時代の記念品や、球場の歴史などを展示したメモリアルコーナーが設けられた。またバリアフリー対策を考慮してユニバーサルデザインを採用しており、メインスタンドには車椅子席やエレベーター、授乳室などが設置されているほか、雨水中水化システムを備えており、降水をグラウンドの散水などに再利用することができる。外野スタンド後方にはスタンド最上段とほぼ同じ高さの遊歩道を新設して園地と空間を一体化し、場外からもフィールドを見渡すことができる。加えて前述の通り、防災拠点として活用できるよう機能強化が図られ、約35tの水道水を常時確保できる受水槽を設置し、給湯などの熱源には都市ガスの寸断に備えてプロパンガスを使用している他、自家発電装置を備え、空調などの電源としても使用できる。またフィールド内にはテントを設営して避難所に充当できるうえ、救急車などの緊急車両が出入りすることも可能。諸室の壁面には漆喰を活用した塗料を使用してウイルスの感染力を低減する工夫が施されている。LED方式の大型映像装置を採用したスコアボードは、災害発生時には市の広報機能確保にも活用されている。
なお、郡山市などは全面改修を機にプロ一軍公式戦の開催誘致を進めており、同年4月21日には20年ぶりの一軍公式戦として楽天対千葉ロッテマリーンズ戦が、7月31日には東京ヤクルトスワローズ対横浜ベイスターズ戦の計2試合が開催された。
郡山市は福島県のほぼ中央に位置しており、県内の他の主要都市と比較すると広域交通の面など地理的に有利ではある。だが開成山野球場は周辺の敷地が狭隘であるため、改修後の収容人数は18,000人程度とやや少ない。また開成山公園は市内中心部に位置しており、駐車場の収容台数が少ないなど施設面や立地面での問題も山積している。加えて前出のあづま球場、いわきグリーンスタジアムが競合施設となるため、プロ野球など大規模イベントの際にはこれらとの調整を迫られることになる。
2011年（平成23年）3月11日に発生した東日本大震災において、当球場近くに所在する郡山市役所本庁舎が被害を受けたのに伴い、市は本庁舎の震災復旧工事が完了するまでの間、当球場メインスタンドに「災害対策本部」を設置して各種業務を行った他、当球場をはじめとする公園内の各施設を避難所などに充当して被災者への対応を図った。なお、この影響で5月10日に予定していた楽天対北海道日本ハムファイターズ戦は開催球場をクリネックススタジアム宮城に変更して開催取り止めとなった。また、6月28日と6月29日には23年ぶりの巨人主催公式戦となる巨人対ヤクルトの2連戦が開催された。これは元々28日に1試合を開催した後、29日に宇都宮清原球場、6月30日に東京ドームと転戦する3連戦として編成されたものだが、清原球場が震災による球場設備の損壊のため開催中止となったのに伴い、巨人側が復興支援のため郡山市側に2連戦での開催を打診したところ、市側が受け入れを表明して開催が決定した。なお巨人対ヤクルト戦は当初日程では7月29日、福島県営あづま球場でヤクルト主催の1試合が予定されていたが、結局福島県内ではこれと合わせて同カードが計3試合開催された。
2012年、8月4日・5日にはNPBが主催する「東日本大震災復興支援NPBベースボールフェスタin福島」が行なわれた。内容は「プロ野球OB対福島選抜」「プロ野球現役選手選抜対オール福島」のエキシビジョンゲームなど。また、同年に巨人対中日21回戦が18:00開始のナイターで開催された。巨人主催の郡山での主催試合は2年連続。
2013年、8月6日に地元福島県西白河郡矢吹町出身の中畑清が監督を務める横浜DeNAベイスターズの初の主催試合となるDeNA対巨人の試合を開催された。巨人は、3年連続で当球場で試合を行う。DeNAは、2010年以来3年振りの当球場での試合である。なお、DeNAは三塁側をホームベンチとする。
2014年は、1軍公式戦が2試合開催されており、2013年同様、DeNAが主催試合を行う。6月9日にDeNA対楽天、7月29日に楽天対ソフトバンクが開催されており、楽天は同球場でホーム・ビジター両方で試合を行う。同球場で楽天が2試合を戦うのは初めて。
2015年6月23日に楽天対オリックスが行われた。この日はプロ野球が12球団となった1958年以降初めて、その日に行われたセ・パ計6試合中、地方球場で5試合行われた。
また同年より独立リーグのベースボール・チャレンジ・リーグに加盟した福島ホープス（当時の本社は郡山市に所在）が公式戦を開催している。2015年は開幕戦を実施する予定だったが、雨で中止となった。2015年は5試合を開催し、いわきグリーンスタジアムに次ぐ開催試合数（福島県営あづま球場・しらさわグリーンパークも同数）であった。2016年は15試合を開催し、チーム主催全37試合の中で最多となった。2017年も最多の試合を開催した。2018年は最多を須賀川市牡丹台野球場に譲ったものの2位となる9試合、チーム名が福島レッドホープス（本社は福島市に移転）となった2019年も8試合が開催されたが、2020年は3試合に減少した。その後は5試合、4試合という状況だったが2023年に6年ぶりに10試合を超える11試合（最多）を開催した。
2016年6月7日にセ・パ交流戦の楽天対東京ヤクルトスワローズが行われた。
2016年10月25日には球場の命名権（ネーミングライツ）の優先交渉権をヨークベニマルへ与えることが発表された。命名権料金は年間510万円、契約期間は2017年2月から2022年3月末までの5年2ヶ月で、愛称は「ヨーク開成山スタジアム」となる。
2017年度は4月11日に楽天イーグルス対埼玉西武ライオンズの薄暮デーゲーム（15:30開始）が予定されていたが、雨天で天候回復の見込みが立たず中止となった。この試合は9月14日にKoboパーク宮城で延期開催されたため、郡山での代替カードは開催されなかった。また2018年も5月9日に楽天イーグルス対千葉ロッテマリーンズ戦が行われる予定だったが、前夜からの雨によるグラウンドコンディション悪化のため中止（このカードの代替開催は10月に楽天生命パーク宮城で開催）となり、球場名改称後2年連続で開催されなかった。
2019年度は6月11日にセ・パ交流戦の楽天イーグルス対東京ヤクルトスワローズが開催された。
2020年度は5月20日には読売ジャイアンツ対中日ドラゴンズが行われる予定だったが、新型コロナウイルス感染拡大の影響から、試合中止となった。
2022年度は6月29日に読売ジャイアンツ対中日ドラゴンズが行われた。
開成山地区体育施設の整備事業に伴い、2024年（令和6年）8月1日から2025年（令和7年）3月31日まで工事を実施し、期間中は休館せず一部利用を受け入れながら工事を実施する予定である（一部利用不可）。

## 施設概要
- 左翼：100.7 m、中堅：122 m、右翼：101 m
  - 2010年の改修時に中堅を5m拡張。両翼は改修前とほぼ変わらないものの、左翼側・右翼側で非対称の構造となった。
  - フェンスは中堅付近がやや高く、両翼側がやや低くなっている。
- 内野：クレー舗装、外野：天然芝
- 照明設備：照明塔6基
- スコアボード：全面フルカラーLED方式、W 16.0 × H 4.8 m、657インチ
  - 改修事業の竣工当初、カウント表示部は上から「SBO」順となっていたが、同年シーズンからプロ野球におけるカウントコールが「BSO」順に変更されることになったのに伴って急遽追加改修を行い、配置を「BSO」順に変更した。
- 収容能力：18,200人（内野:10,074人、外野:8,126人）
  - 内野はメインスタンド、一・三塁側スタンドとも二層式となっている。一・三塁側スタンドと外野スタンドは従来の躯体を改修して使用しているが、メインスタンドは改修時に全面改築され二層式となった。

### 2009年3月の改修事業着工前
- 両翼：100 m、中堅：117 m
- 内野：クレー舗装、外野：天然芝
- 照明設備：照明塔6基
- スコアボード：イニングスコア部=電光式、選手名表示部等=パネル式
- 収容能力：19,680人（内野スタンド：9,680席、外野芝生席：1万席）

## 公園内のその他の主な施設
開成山公園も参照。
- 郡山総合運動場開成山陸上競技場
- 郡山総合体育館
- 開成山屋内水泳場

## 交通
- 郡山駅西口より福島交通バス・各方面行きで「郡山市役所」下車後徒歩2分
- 郡山駅西口からタクシーで約10分
- 東北自動車道・郡山ICより車で約15分